# 技術航空情報部隊

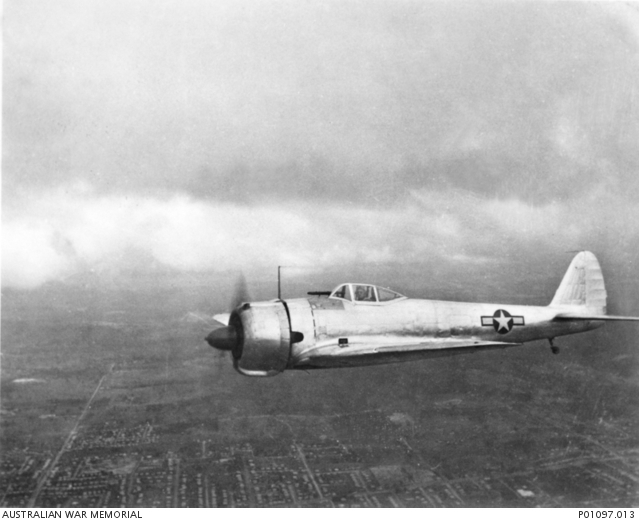
1943年、オーストラリアのブリスベン上空を飛行する一式戦闘機。この機体はイーグルファーム基地の第7格納庫にて、TAIUが複数の鹵獲機の部品を用いて復元したものである

技術航空情報部隊（ぎじゅつこうくうじょうほうぶたい、Technical Air Intelligence Units, TAIU）は、第二次世界大戦中の連合各国軍が合同で設置した部隊である。日本軍作戦機を回収し、その技術的・戦術的能力の評価を行うことを任務とした。
1942年11月、アメリカ海軍、アメリカ陸軍航空軍、オーストラリア空軍の合同部隊として、オーストラリアのブリスベンにあるイーグルファーム空軍基地にて最初のTAIUが結成された。この部隊は後に南西太平洋方面技術航空情報部隊（Technical Air Intelligence Unit-South West Pacific, TAIU-SWPA）と改称された。
1943年から1944年にかけて、さらに3つの同種部隊が太平洋戦線に展開した連合国軍によって結成された。
- 東南アジア：ATAIU–SEA（イギリス空軍、アメリカ陸軍航空軍）
- 太平洋：TAIU-POA（アメリカ海軍）
- 中国：TAIU-CHINA（中華民国空軍）

アメリカ本土で活動するアメリカ陸海軍の合同部隊も構想されていたものの、双方とも協働の準備が整わなかったため、結局設置されなかった。回収された日本軍作戦機の一部は、海軍航空試験センター、陸軍航空軍試験訓練部隊（欧州で活動した英空軍技術情報部隊の支援で設置された）、航空諮問委員会などに所属する飛行士らによって、アメリカ国内各地の基地で試験された。
墜落機が発見されると、回収および追加の試験に先立って、位置の記録、機種の識別、評価が実施された（大抵は前線付近で行われた）。損傷の程度が軽い機体は、復元の後に試験飛行が行われ、弱点となりうる脆弱性の特定に利用された。また、機体材料を調査することで、連合国軍は日本の戦時生産能力を分析することができた。日本軍作戦機のコードネームシステムの制定や機種識別チャートなどを作成した小部隊もTAIUに吸収された。

## 初期の技術航空情報調査
真珠湾攻撃後、ハワイにて数機の墜落機が回収され、海軍航空試験センターおよび陸軍航空軍試験訓練部隊にてそれぞれ独自の研究および報告が行われた。1942年6月、アラスカ沖アクタン島に日本海軍航空隊の零式艦上戦闘機が不時着した。後にアクタン・ゼロと通称されたこの機体は、アメリカ海軍によって回収され、カリフォルニア州のノースアイランド海軍航空基地にて修理を施された後、性能および機能を評価するための試験飛行が何度か実施された。
1942年末、オーストラリア陸軍はニューギニアにて損傷の程度が軽い一式戦闘機を鹵獲した。同機は日本陸軍航空隊の主力戦闘機であった。この機体はブナ・ゴナの戦いの後にブナ飛行場近くで発見されたもので、回収後に調査のためオーストラリア本土へと送られた。

## TAIUの活動

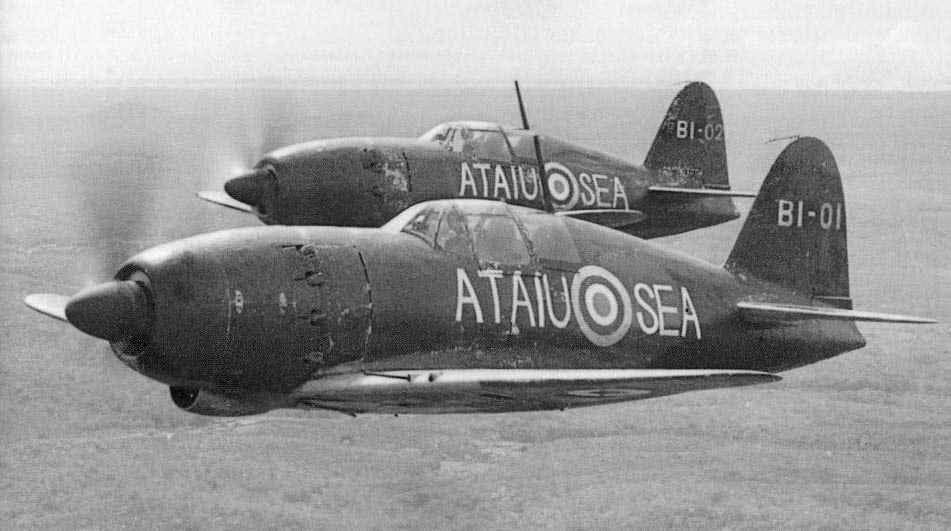
ATAIU-SEAの識別塗装を施し英領マラヤ上空を飛行中の局地戦闘機雷電。セレター基地所属の英空軍将校らが評価を実施した（1945年12月）

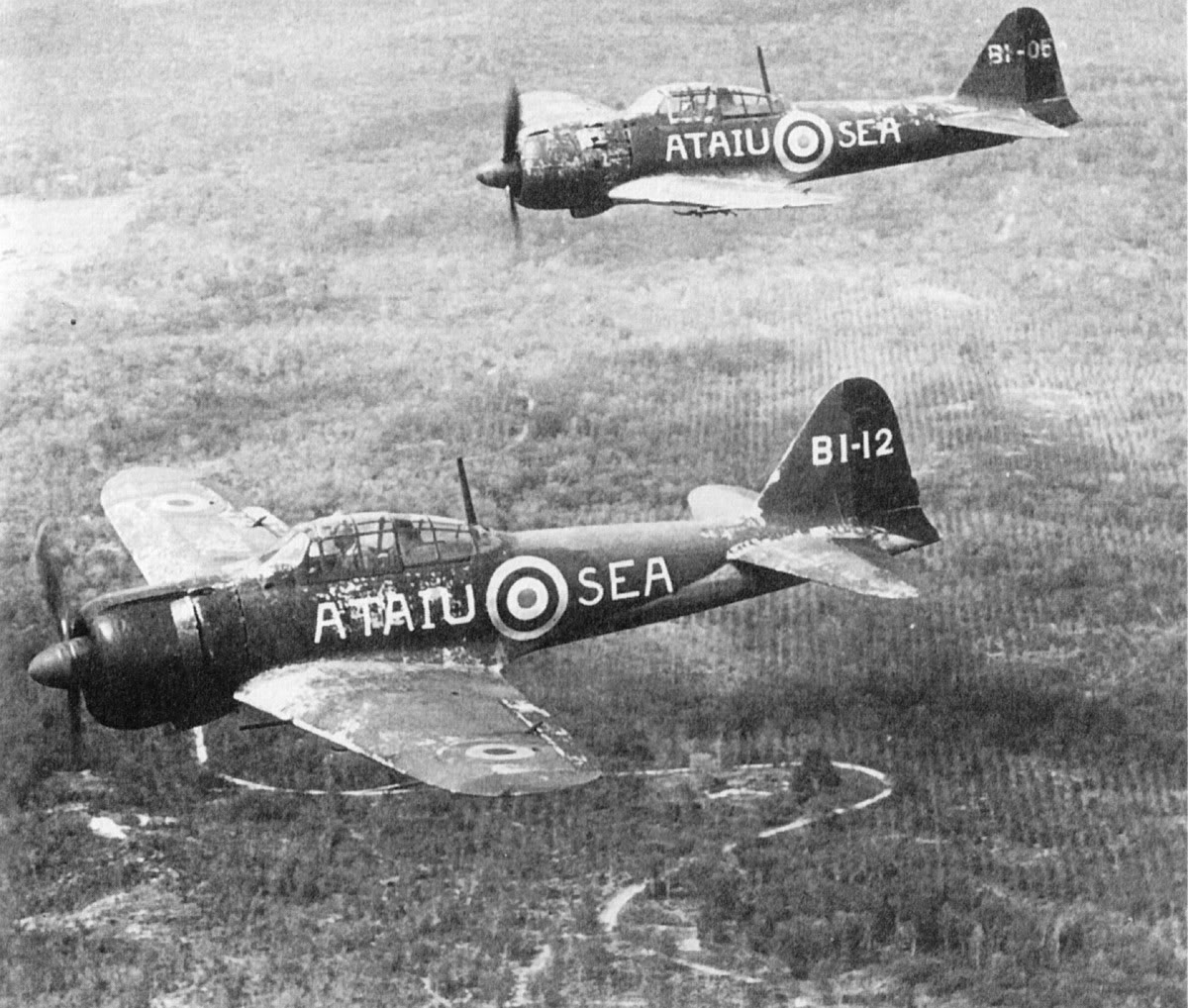
英空軍士官監督のもと、日本人飛行士によって試験が行われる零戦二一型（左）と零戦五二型（右）。この零戦五二型の操縦席はダックスフォード帝国戦争博物館に展示されている

こうした敵作戦機の回収および調査に関する諸活動を統合・調整するため、ブリスベンのイーグルファーム空軍基地第7格納庫を拠点とする技術航空情報部隊が1942年11月に設置された。1943年初頭、5機あった鹵獲機の部品を組み合わせ、1機の一式戦闘機が復元された。この機体の試験飛行の際には、スピットファイアV戦闘機との模擬格闘戦が実施され、20,000フィート以下の高度においては、一式はスピットファイアよりも優れていると結論された。1943年末、この機体は護衛空母USSコパヒーによってアメリカ本土に輸送された後、ライト飛行場にて飛行および評価が行われた。

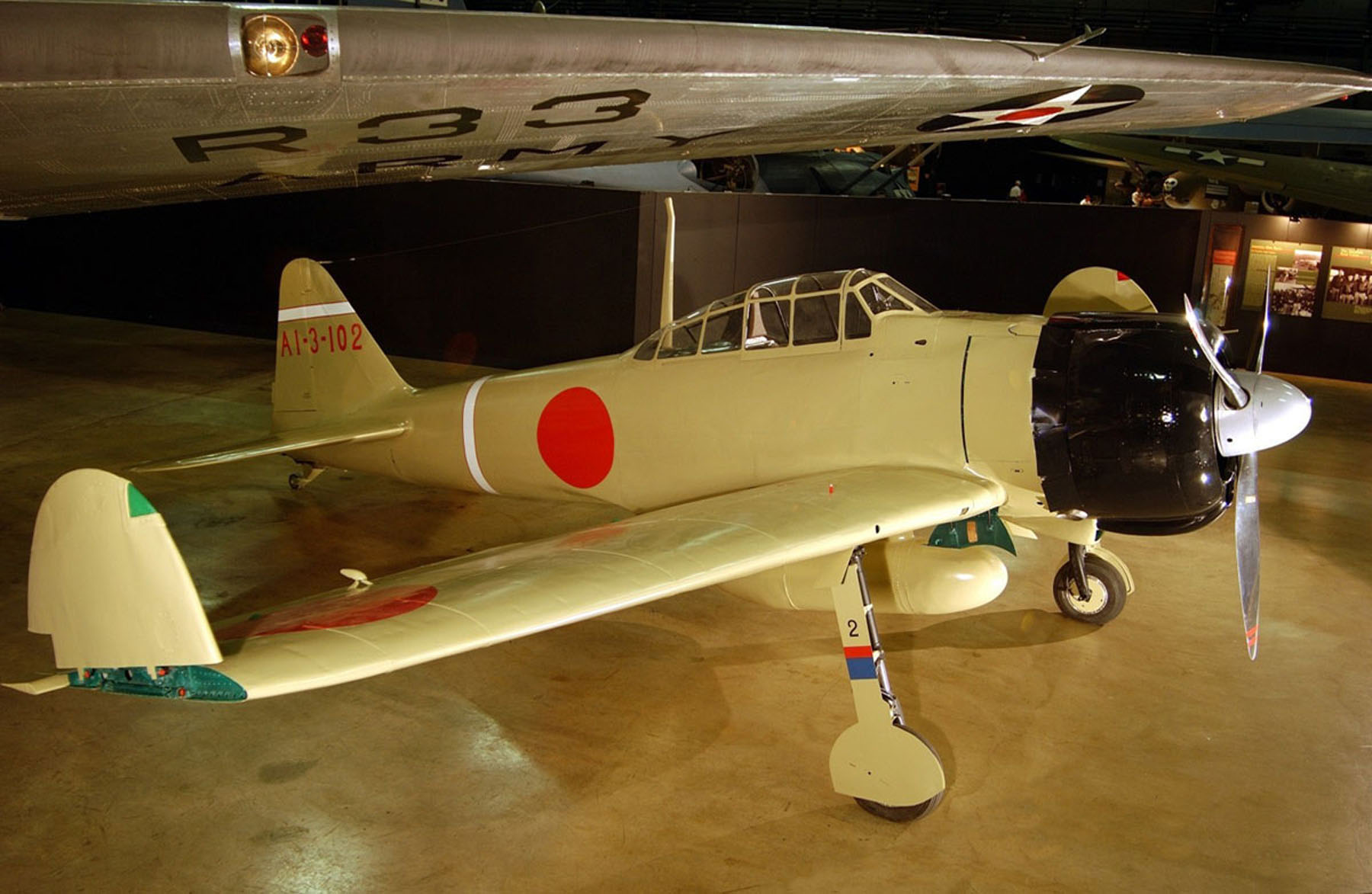
国立アメリカ空軍博物館展示された零戦二一型。パプアニューギニアのカビエン近くで発見された機体で、第六航空隊および後に第二五三航空隊が運用した機体と推測されている。展示に際し、1943年3月のビスマルク海海戦に参加した空母瑞鳳所属の隊長機を模して復元された

1943年12月末、アメリカ海兵隊がニューブリテン島北岸グロスター岬の飛行場を占領し、多数の残骸に加えて、ほぼ無傷の航空機を数機鹵獲した。TAIUから派遣された将校らは、これらの機体の製造番号、エンジンの構成、製造年月日などを記録し、操縦席のレイアウトや構造、装甲板の調査を行った。ここで回収された機体の中には、当時ほとんど情報が知られていなかった二式複座戦闘機や三式戦闘機も含まれていた。
TAIU隊員が直面した最も大きな問題の1つは、連合国軍の兵士がこうした敵機からしばしば「記念品」として部品を剥ぎ取っていたことである。「記念品」探しを最小限に抑えるべく注意が払われたものの、ほとんどは無駄に終わり、この問題は戦争を通じて残り続けた。もう1つの大きな問題は、日本軍作戦機の大部分が海、あるいは到達困難な孤立した地域に墜落したことである。TAIU隊員らは現地人を雇い、ナタで道を切り開きつつ墜落現場に向かい、樹皮を編んだカゴを使ってエンジンを運び出さなければならなかった。
墜落敵機報告書（Crashed Enemy Aircraft Reports, CEARs）は1943年4月から体系的に作成されるようになった。1944年2月からは、敵の装備品の製造状況に関する情報の重要性が認められ、日本の戦争経済の概要を掴むために、鹵獲装備品の製造年月日や状態、製造業者を特定しうる銘板やマーキングに注目した報告書が作成された。最終的にジャップレート（JAPLATE）と通称される特別部隊がこの任務のために新設され、6,336枚の無傷の銘板および関連情報が収集された。
1944年中頃、TAIUから米海軍の人員が引き抜かれ、アナコスティア海軍航空基地にて技術航空情報センター（Technical Air Intelligence Centre, TAIC）が設置された。これはアメリカ国内の試験施設の作業と前線のTAIUの作業と一元的に調整することを目的とした組織である。後に南西太平洋方面技術航空情報部隊（Technical Air Intelligence Unit-South West Pacific, TAIU-SWPA）と改称された。
1944年からのフィリピン侵攻の時点で、技術航空情報調査は十分な発展を遂げていた。部隊には、発見される可能性がある装備の種類とそれらの確保の重要性について、詳細な指示が与えられていた。確保された航空機としては、零式艦上戦闘機、雷電、二式複座戦闘機、三式戦闘機、紫電改、二式単座戦闘機、四式戦闘機、九七式艦上攻撃機、天山、彗星、一式陸上攻撃機、零式輸送機、一〇〇式司令部偵察機などがあった。

## 類似部隊

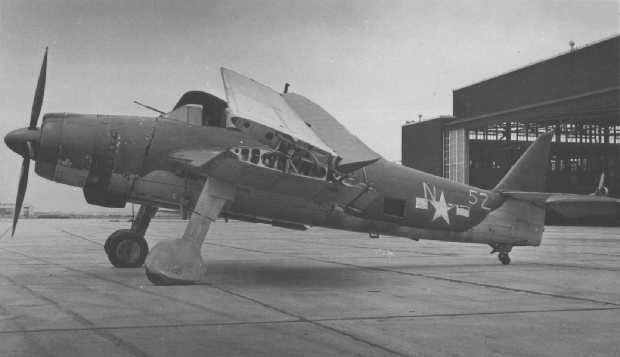
ATAIU-SEAによる試験中の流星。

1943年代末、イギリス空軍とアメリカ陸軍航空軍の合同部隊として、東南アジアを管轄するATAIU-SEAが設置された。ATAIU-SEAはカルカッタにて設置され、1946年の解散時にはシンガポールを拠点としていた。そのほか、太平洋戦域を管轄するアメリカ海軍のTAIU-POA、蒋介石率いる国民党軍指導下のTAIU-CHINAといった同種部隊が存在した。

## 戦後の活動
終戦後、TAIUは日本へと派遣された。航空軍司令官ヘンリー・アーノルド将軍は、各機種とも4機ずつを確保せよと命じた。1945年末までに、TAIUが回収した航空機は横浜の海軍基地にて集積された。合わせて115機がアメリカに輸送され、陸軍が73機、海軍が42機を受け取った。しかし、予算や保管スペースの問題、さらに関心の低下も相まって、実際に修復されて飛行および評価が行われたのは、陸軍では6機、海軍では2機のみだった。最終的に46機が様々な博物館へと送られ、残りは廃棄された。1946年初頭までに、シンガポールのATAIU-SEAではほとんどが飛行可能な日本陸海軍の作戦機64機を回収した。これらはイギリス本土に送ることが予定されていたが、輸送スペースの問題から断念され、最終的に博物館の展示品としてイギリスに到着したのは4機のみだった。